# Шам ель Нессім
Шам-ель-Нессі́м (араб. شم النسيم, трансліт. Sham el-Nessim, досл. «нюхати повітря» або «дихати повітрям», коптською мовою — shom en nisim) — єгипетське традиційне свято, яке дойшло до наших днів ще з 2700 року до нашої ери, коли воно було релігійним празднеством, що відзначалося у день весняного рівнодення стародавніми єгиптянами. 
Сучасний Шам ель-Нессіма відзначається обома релігійними групами Єгипту; і християни (коптами), і мусульмани вважають його за свій національний фестиваль, це уже не релігійне свято, а суспільно значиме Свято весни.

## Походження свята
Згідно з даними єгипетської Державної інформаційної служби, назва свята походить від стародавнього єгипетського свята, що символізувало початок сезону збору врожаю і називалося ще Шему (Shemu) — «день творення» давньою єгипетською мовою. Це ж джерело повідомляє, що, згідно з літописами, написаними Плутархом у І столітті нашої ери, древні єгиптяни вживали в цей день солену рибу, салат і цибулю своїх богів. Професор Мохамед Ібрагім Бакр, колишній голова старожитностей, пояснює: «Весняний фестиваль збігався з весняноим рівноденням, і предки єгиптян вважали, що це являє собою початок творення. Сама дата Шам Ель Нессіма не була зафіксована, тому її оголошували щорроку в ніч напередодні свята біля підніжжя Великої піраміди. Спочатку це було свято Шему, що означало оновлення життя, згодом ця назва переродилася вже в коптській мові як Шамм (shamm) (означає «запах» або «вдиханти»). Пізніше до нього додали слово Нессіма (означає «вітер»). Ось таким чином й дійшло до нас це старовинне свято, вік якого близько 5000 років.»

## Традиції
На Шам ель Нессім традиційно:
- Люди вибираються на природу в будь-які місця: сади, сквери, на Ніл, або й до Каїрського зоопарку.
- Традиційні наїдки цього дня переважно складається з: солоної сірої кефалі фісіх (fiseekh), салату з цибулі та зеленої цибулі, бобів і розмальованих (на кшталт писанок) варених яєць.